# سارا شيريدان
سارا شيريدان (بالإنجليزية: Sara Sheridan)‏ (7 يونيو 1968، إدنبرة في المملكة المتحدة)؛ روائية أيرلندية. درست في كلية الثالوث.